# Alejandro Sánchez García
Alejandro Sánchez García (La Línea de la Concepción, 5 de mayo de 1975) es un político español del Partido Popular. Ha sido alcalde de La Línea de la Concepción, vocal en la Mancomunidad de Municipios del Campo de Gibraltar y es miembro de la corporación de la Diputación Provincial de Cádiz.
Alejandro Sánchez es licenciado en Ciencias Políticas y Sociología por la Universidad de Granada y diplomado en Relaciones Internacionales por la Universidad Católica de Lovaina.

## Alcaldía
En 2003 fue elegido concejal por La Línea en las listas del Partido Popular, siendo primer teniente alcalde durante esa legislatura (2003-2007), en la que también fue portavoz del PP en la Mancomunidad de Municipios del Campo de Gibraltar (2005-2007). En las elecciones de 2007 fue reelegido concejal, siendo diputado provincial y concejal de Empleo y Juventud hasta su elección como alcalde.
Fue investido alcalde de su ciudad natal el 14 de octubre de 2009, después de que su predecesor en el cargo y compañero de partido, Juan Carlos Juárez, fuese condenado a seis meses de inhabilitación. Recibió los votos a favor de su grupo municipal, el del Partido Popular, que gozaba de mayoría absoluta en la pasada corporación de 2007.
Su etapa como alcalde estuvo muy muy marcada por la crisis económica y sus efectos en las cuentas municipales. El Ayuntamiento se encontraba en dificultades para hacer frente a sus gastos corrientes, como los salarios de los empleados municipales y el mantenimiento de los vehículos de la Policía Local.
Durante su mandato, el equipo de gobierno municipal buscó nuevas formas de conseguir ingresos para las arcas de la ciudad. La más destacada ha sido la propuesta para implantar una tasa de congestión al tráfico que circula por la ciudad para acceder a Gibraltar. La idea levantó una fuerte polémica a ambos lados de la Verja. Finalmente, y después de que se acometieran las obras para implantar la tasa, el proyecto fue bloqueado por el Ministerio de Fomento y por los tribunales. Desde entonces, el gobierno de Alejandro Sánchez busca nuevas vías de financiación, como la venta de terrenos municipales a Aena para la construcción de un acceso desde la ciudad al aeropuerto de Gibraltar. También ha solicitado al Gobierno un régimen fiscal especial para la ciudad por su condición de municipio fronterizo.

## Fin de su mandato
En las elecciones municipales de 2011, el Partido Popular pierde la mayoría absoluta, por lo que Gemma Araujo (PSOE) releva a Alejandro Sánchez al frente de la alcaldía con los votos de su propio grupo más los de PA e IU.
Pese a no continuar como alcalde, Alejandro Sánchez mantiene su puesto como diputado provincial. La nueva diputación, con mayoría absoluta del Partido Popular y presidida por José Loaiza, tendrá a Alejandro Sánchez como vicepresidente representante del Campo de Gibraltar.
En octubre de 2012 deja su acta de concejal y su escaño en la Diputación de Cádiz al ser nombrado director de gabinete del secretario de Estado de Seguridad, cargo de nivel nacional.